# Fo Guang Shan

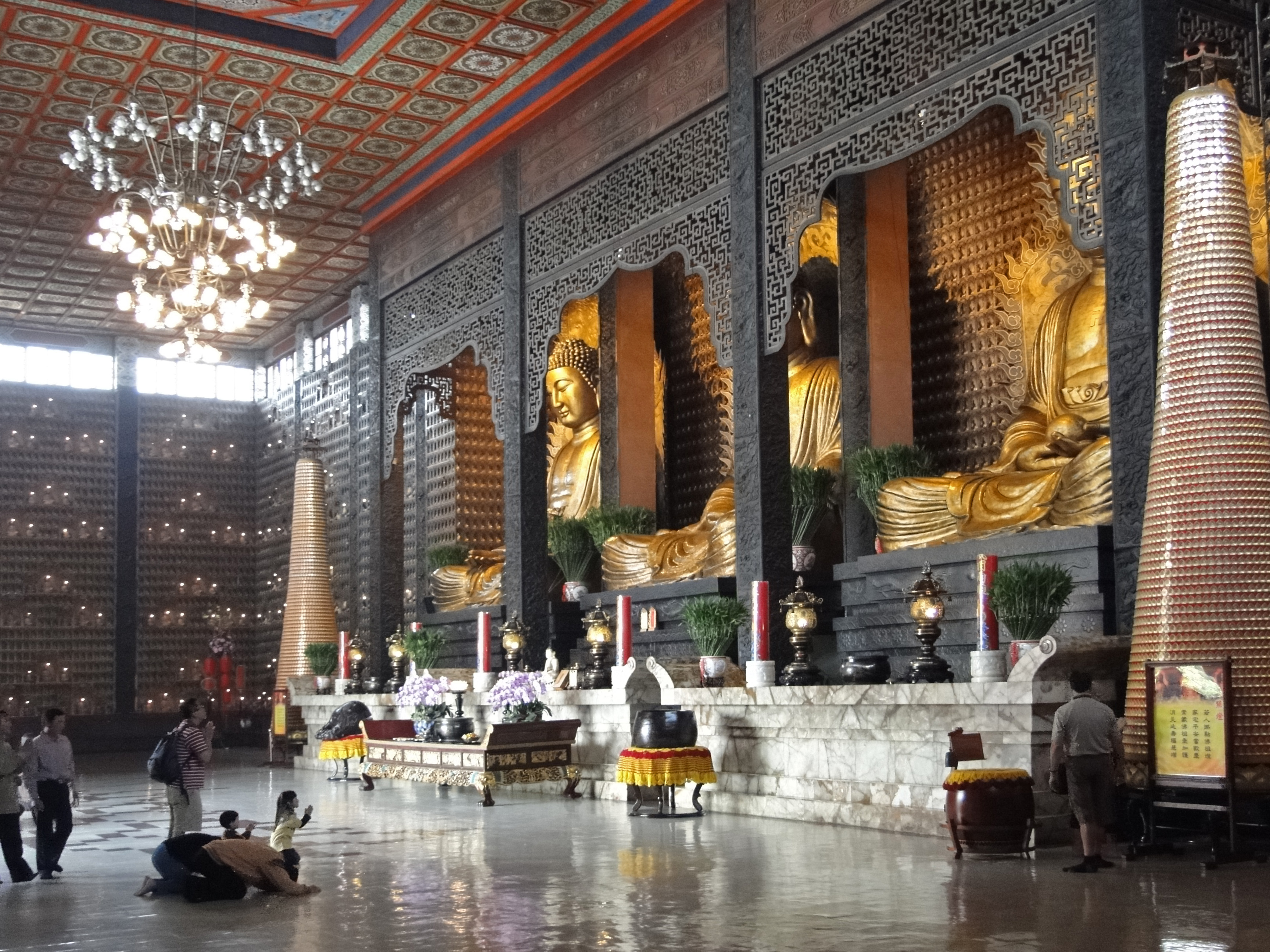
Interior do mosteiro Fo Guang Shan em Taiwan.

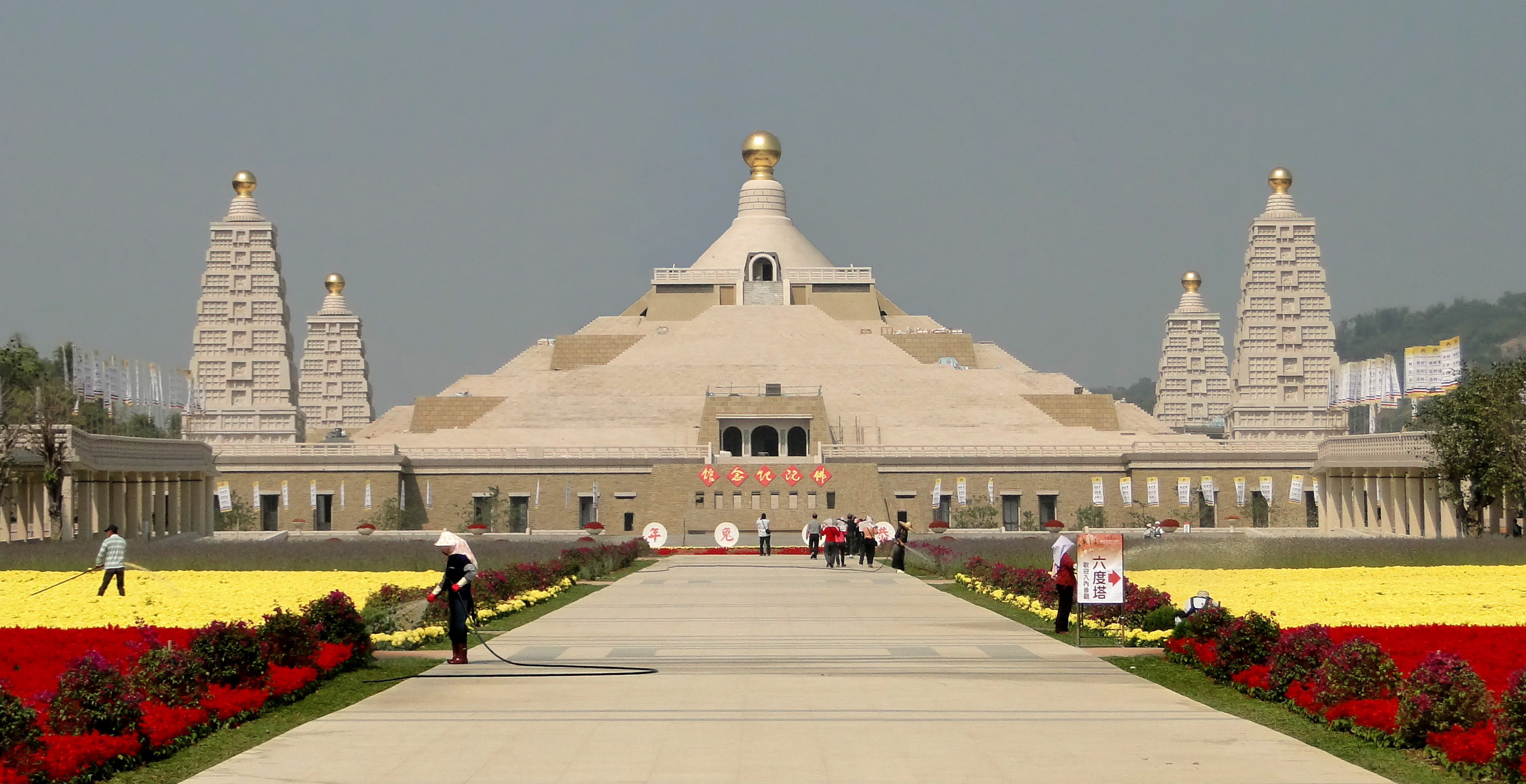
Memorial ao Buda em Kaohsiung.

Fo Guang Shan (chinês: 佛光山, pinyin: Fóguāngshān, lit. ‘Montanha iluminada de Buddha’) é uma ordem budista chinesa do ramo da filosofia budista Mahayana. A ordem religiosa funda e administra templos, grupos de ajuda humanitária e escolas em todo o mundo sob o seu nome. A sede de Fo Guang Shan está localizada na cidade de Kaohsiung em Taiwan.
É o maior mosteiro é uma das maiores instituições de caridade de Taiwan. A ordem também  está ligada a Associação Internacional Luz de Buda (BLIA).
A organização foi fundada em 1967 pelo venerável mestre Hsing Yun com o principal objetivo de promover a divulgação do Budismo Humanista, uma filosofia budista moderna popular em Taiwan. O objetivo da Ordem é tornar o budismo mais amplamente conhecido em todo o mundo, mas também trazê-lo para as vidas e corações das pessoas.
A Ordem pertence a tradição (e filosofia) religiosa Chan fundada por Linji Yixuan e está presente em mais de 50 países com mais de 1000 monges e 1 milhão de seguidores.

## Abades

Hsing Yun (1967–1985)
Hsin Ping (1985–1995)
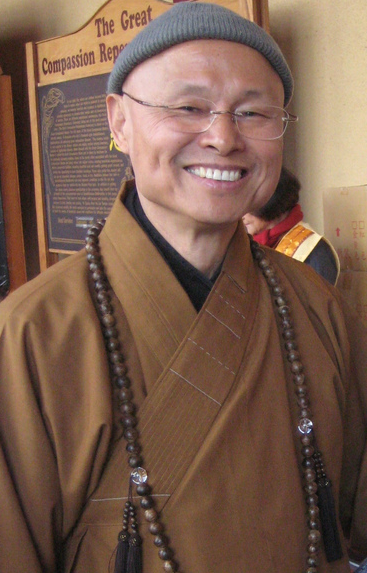
Hsin Ting (1997–2005)
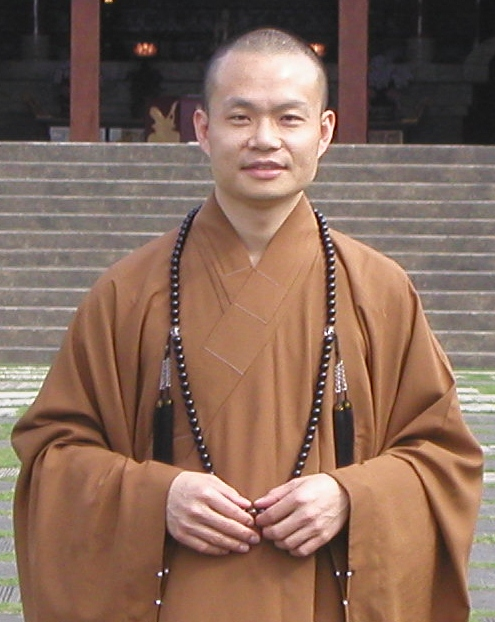
Hsin Pei (2005–2013)
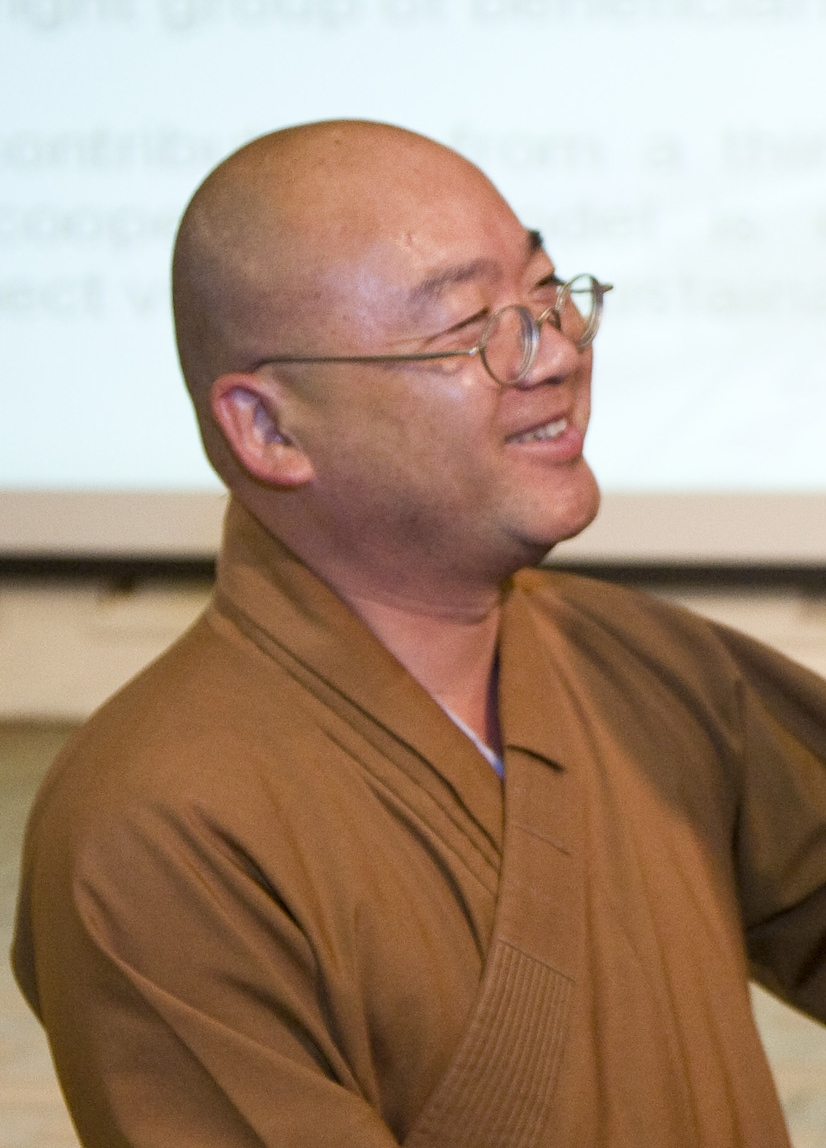
Hsin Bao (2013–present)

## Educação
Desde sua criação, Fo Guang Shan busca desenvolver talentos através da educação. Criou organizações voltadas ao ensino, tanto monásticos quanto laico, com o objetivo de descobrir novos líderes nos campos budista e social. Mantem um Comitê de Pesquisa em Educação Monástica e um Instituto de Pesquisa do Budismo Chinês e administra faculdades budistas espalhadas pelo mundo:Juergensmeyer, Mark; Roof, Wade Clark (2012). Encyclopedia of Global Religion (em inglês). [S.l.]: SAGE. 406 páginas. ISBN 9780761927297</ref>
- Universidade de Shan Shan Tsung Lin (Taiwan)
- Faculdade Budista FGS, Dong Zen (Malásia)
- FGS Buddhist College, Bodhgaya (Índia)
- Faculdade Budista FGS, Nan Tien (Austrália)
- FGS Buddhist College, (Hong Kong)
- Seminário Budista Africano, (África do Sul)

A educação secular inclui:
- Universidade de Fo-Guang (Taiwan)
- Universidade de Nan-Hua (Taiwan)
- Universidade do Oeste (Estados Unidos)
- Universidade de Nan-Tian" (Austrália);

## Templos

### Ásia
- Templo de Pu Men (Taipei, República da China (Taiwan))
- Templo Pu Hsien (Kaohsiung, República da China)[2]
- Templo de Hoeh Beng (Kuala Lumpur, Malásia)
- Templo de Leong Hua (Selangor, Malásia)
- Ching Ling Tong (Selangor, Malásia)
- Templo de Fo Hsiang Jin Sha (Kowloon, Hong Kong)
- Templo Dong Zen (Kuala Langat, Malásia)
- Tanga de Cheng Lin (Petaling Jaya, Malásia)
- Templo Motosu (Templo Ben Ji) (Motosu, Japão)

### América do Norte

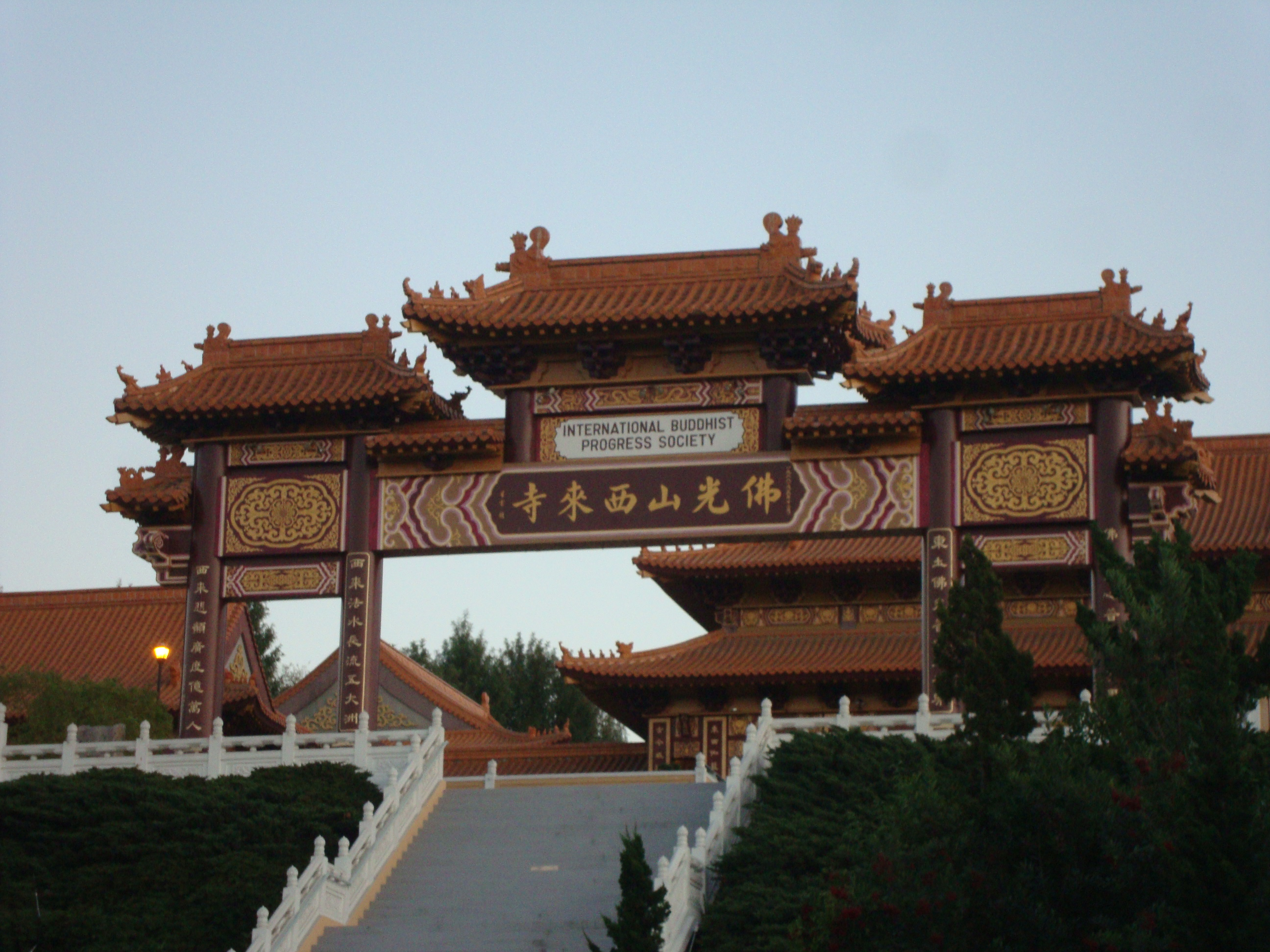
Templo Hsi Lai

- Templo Hsi Lai (Estados Unidos, Hacienda Heights), sede da América do Norte[4]
- Hsi Fang Temple (Estados Unidos, San Diego)
- Associação Cultural Budista Americana (Estados Unidos, São Francisco)
- Associação budista de Guam (Estados Unidos, Guam)
- Templo de Lian Hua (Estados Unidos, Las Vegas)
- Templo San Bao (Estados Unidos, São Francisco)
- Templo Chung Mei (Estados Unidos, Houston)
- Luz do Templo do Buda (Estados Unidos, Oakland)
- Centro Cultural Budista da Grande Boston (Estados Unidos, Cambridge)
- BLIA Toronto (Canadá, Toronto)
- BLIA Vancouver (Canadá, Richmond)
- BLIA New Jersey (EUA, Edison)

### América do Sul
- Templo Zu Lai (Brasil, Cotia)[5]
- Templo Fo Guang Shan de Olinda (Brasil, Olinda)

### Europa

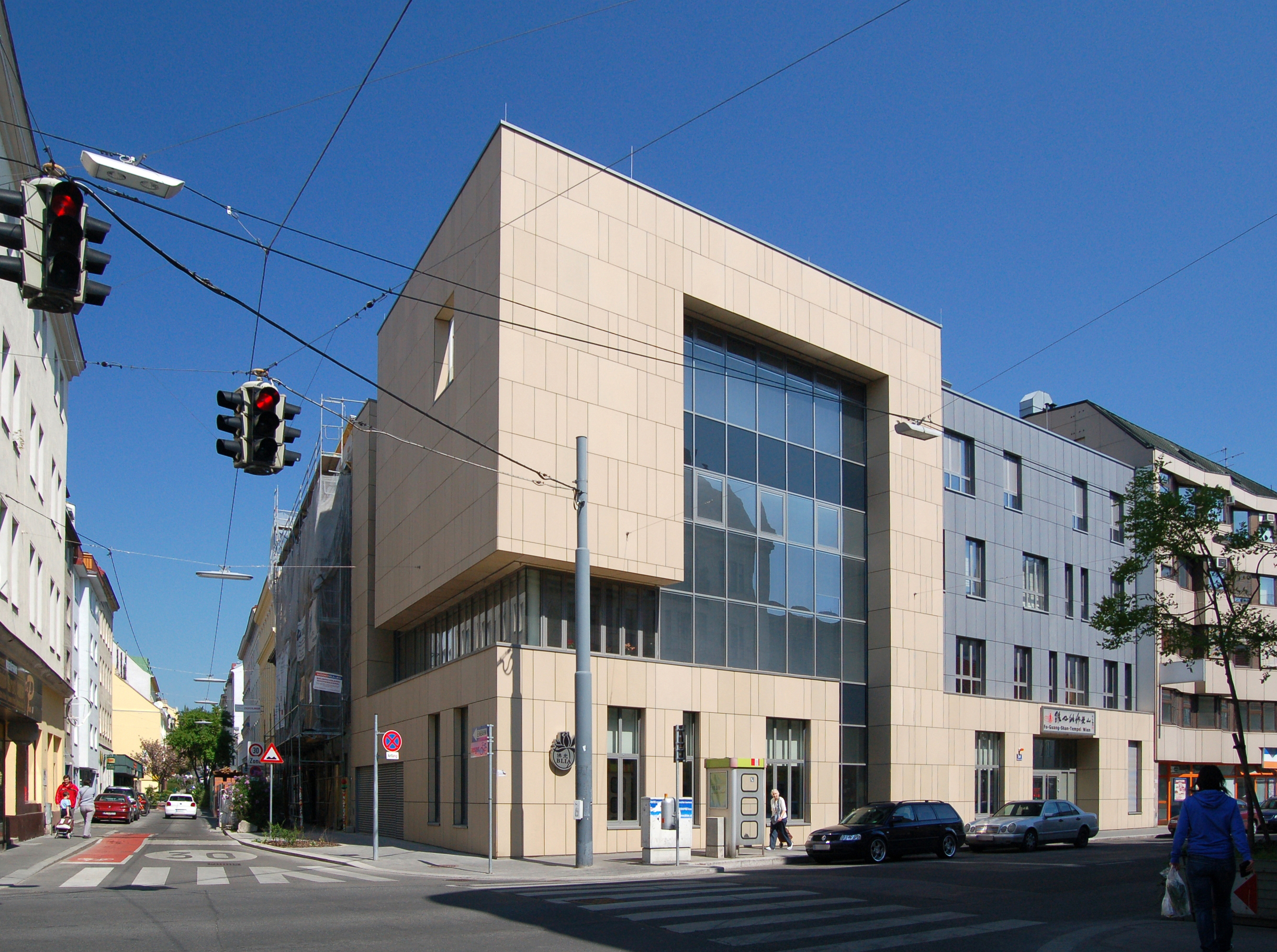
Templo Fo Guang Shan em Viena

- Templo Fo Guang Shan Viena (Viena, Áustria)
- Paris Vihara (França, Chateau Launoy, Renault)
- Londres Fo Guang Shan (Londres, Reino Unido)
- Manchester Fo Guang Shan (Manchester, Reino Unido)
- Gelfingen Fo Guang Shan (Lucerna, Suíça)
- Genebra Fo Guang Shan  (Genebra, Suíça), sede européia
- Amsterdam He Hua Temple (Amsterdã, Países Baixos)
- Berlim Fo Guang Shan (Berlim, Alemanha)
- Frankfurt Fo-Guang Shan (Frankfurt, Alemanha)
- Viena Fo Guang Shan (Viena, Áustria)
- Estocolmo Fo Guang Shan (Suécia)
- Antuérpia Fo Guang Shan (Bélgica)

### África
- Templo de Nan Hua (Bronkhorstspruit, África do Sul), sede africana

### Austrália

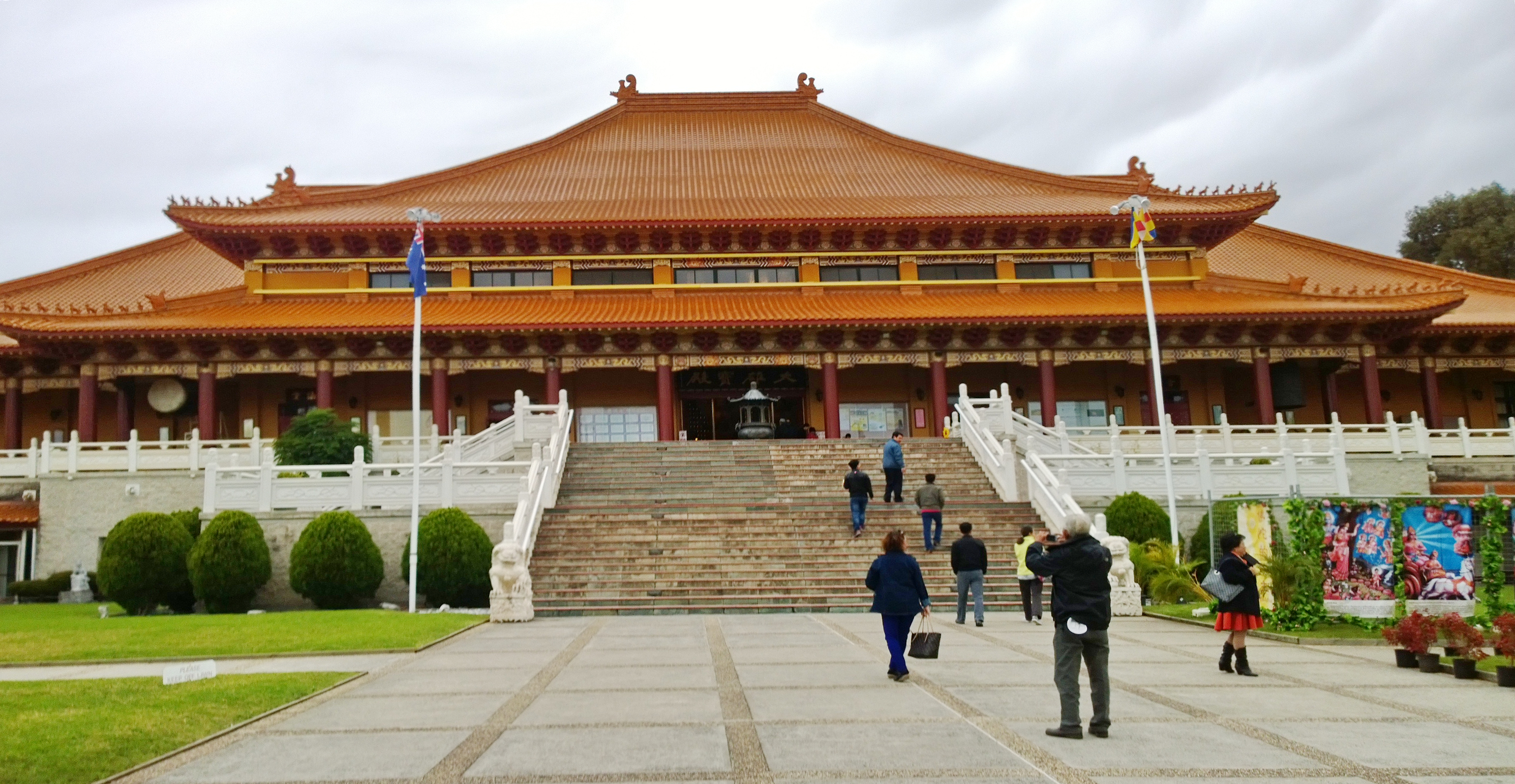
Templo de Nan Tien

- Templo de Nan Tien (Wollongong)
- Templo de Chung Tian (Brisbane)[6]
- Fo Guang Shan, (Perth)

### Nova Zelândia
- Fo Guang Shan North Island (Auckland)